# Медведська сільська рада (Щучанський район)
Медве́дська сільська рада (рос. Медведский сельский совет) — сільське поселення у складі Щучанського району Курганської області Росії.
Адміністративний центр — село Медведське.
Населення сільського поселення становить 607 осіб (2017; 752 у 2010, 884 у 2002).

## Склад
До складу сільського поселення входять:
| Населений пункт     | Населення, осіб (2002) | Населення, осіб (2010) |
| ------------------- | ---------------------- | ---------------------- |
| Клюквенна, присілок | 143                    | 121                    |
| Медведське, село    | 708                    | 613                    |
| Нов, присілок       | 33                     | 18                     |